# 周善夫
周善夫蒙席（1910年—1989年1月5日），聖名方濟（Francis）。據金魯賢回憶，周善夫本是醫生，因神父身分遭受長期關押，文革結束後才獲得自由。1981年6月16日，周善夫由中國天主教地下教會（忠貞教會）范學淹主教秘密祝聖為天主教易縣監牧區宗座監牧（地位與主教等同），是范學淹主教首批秘密祝聖的主教，後來獲得宗座追認。因屬於地下教會，地位未得到政府承認。1982年，因身體欠佳，選立劉冠東為繼承人。
1989年1月5日（一說1月4日）因病逝世。

## 註解
1. ↑  當時因情勢特殊未事先報告宗座，但後來獲得宗座追認
2. ↑  一篇聖神研究中心的文章 （页面存档备份，存于）稱，周蒙席的名字應該是「周尚傅」，而「周善夫」乃音譯之誤。另金魯賢回憶錄中作「周山夫」

## 外部連結
- Bishop Francis Zhou Shanfu （页面存档备份，存于）

| 宗教頭銜      | 宗教頭銜                                 | 宗教頭銜      |
| ------------- | ---------------------------------------- | ------------- |
| 前任： 馬迪懦 | 天主教易縣監牧區宗座監牧 1981年－ 1988年 | 繼任： 劉冠東 |